# قزل‌رباط (جماعت)
قزل‌رباط جماعت و شهرکی در جنوب شرقی کشور تاجیکستان است که در ناحیهٔ مرغاب ولایت مختار کوهستان بدخشان قرار دارد. جمعیت این جماعت ۱۴۷۱ است.